# Karierno svetovanje za študente v Sloveniji
Karierno svetovanje za študente v Sloveniji poteka v t.i. kariernih centrih, kariernih svetovalnicah, ki delujejo znotraj univerz in fakultet ter višjih in visokih strokovnih šol v Sloveniji.
Študentom in diplomantom pomagajo pri vstopu na trg dela. Objavljajo razpise in prosta delovna mesta.